# Эстафета олимпийского огня летних Олимпийских игр 2004
Эстафета олимпийского огня летних Олимпийских игр 2004 — первая в истории современных Олимпиад всемирная эстафета с горящим олимпийским факелом. Эстафета, начавшаяся на родине Олимпийских игр, посетила все города-хозяева предыдущих Игр, впервые прошла по Африке и Южной Америке, завершив свой путь в столице летних Игр-2004.

## Факел

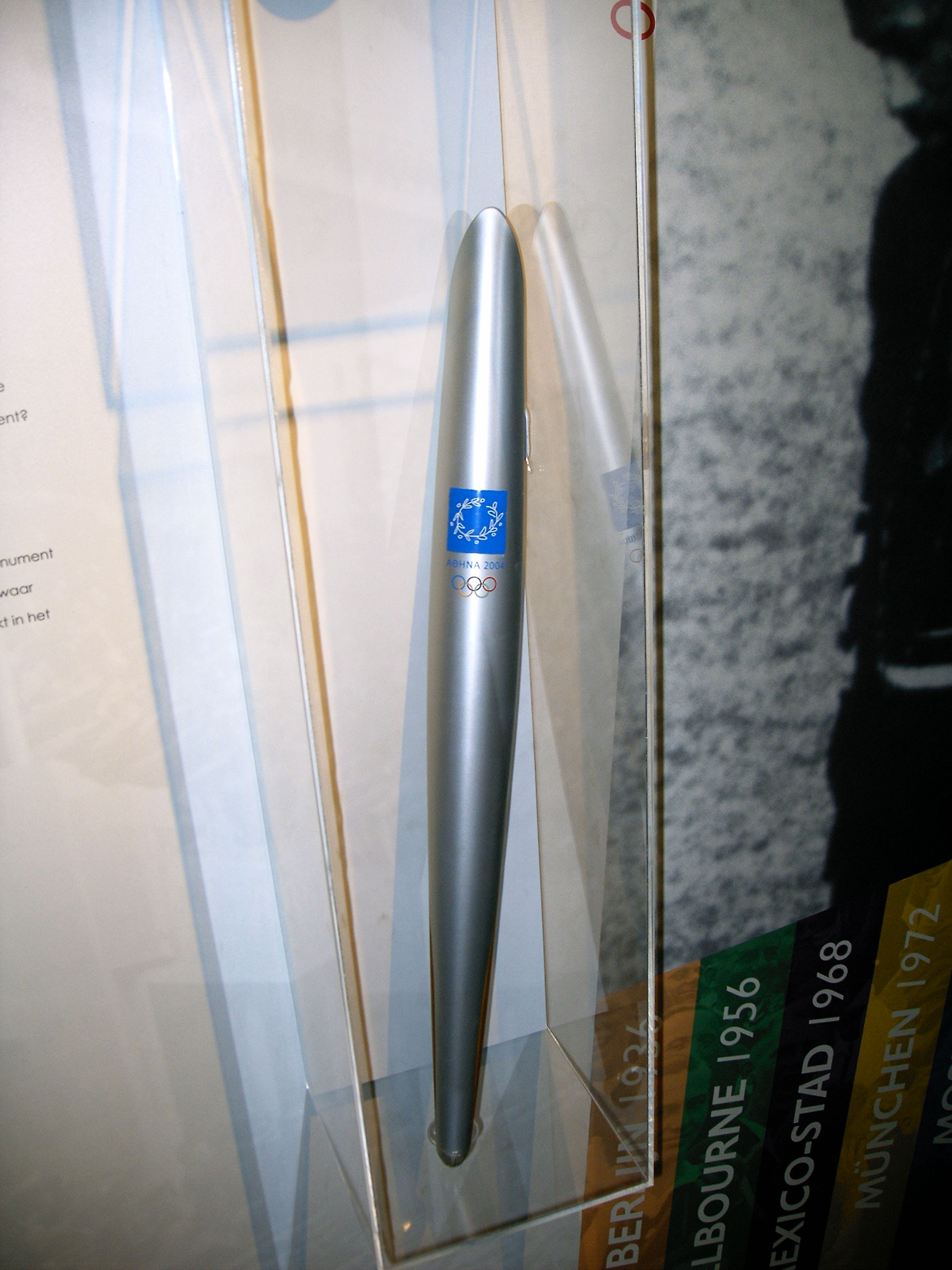
Факел первой всемирной эстафеты

Факел, созданный дизайнером Андреасом Варотсосом (англ. Andreas Varotsos) из оливкового дерева и серебристого металла, был представлен общественности за год до начала Олимпиады. Длина факела — 68 см, вес — 700 грамм, время горения — 20 мин.
Скромная, лаконичная и удобная форма факела подобна скрученному листу оливы. Технически однако он оказался несовершенным, в ходе эстафеты его неоднократно задувало ветром, пламя погасло в торжественный момент передачи олимпийского огня президенту оргкомитета Игр Яне Ангелопулу-Даскалаки в храме Геры.

## Маршрут эстафеты

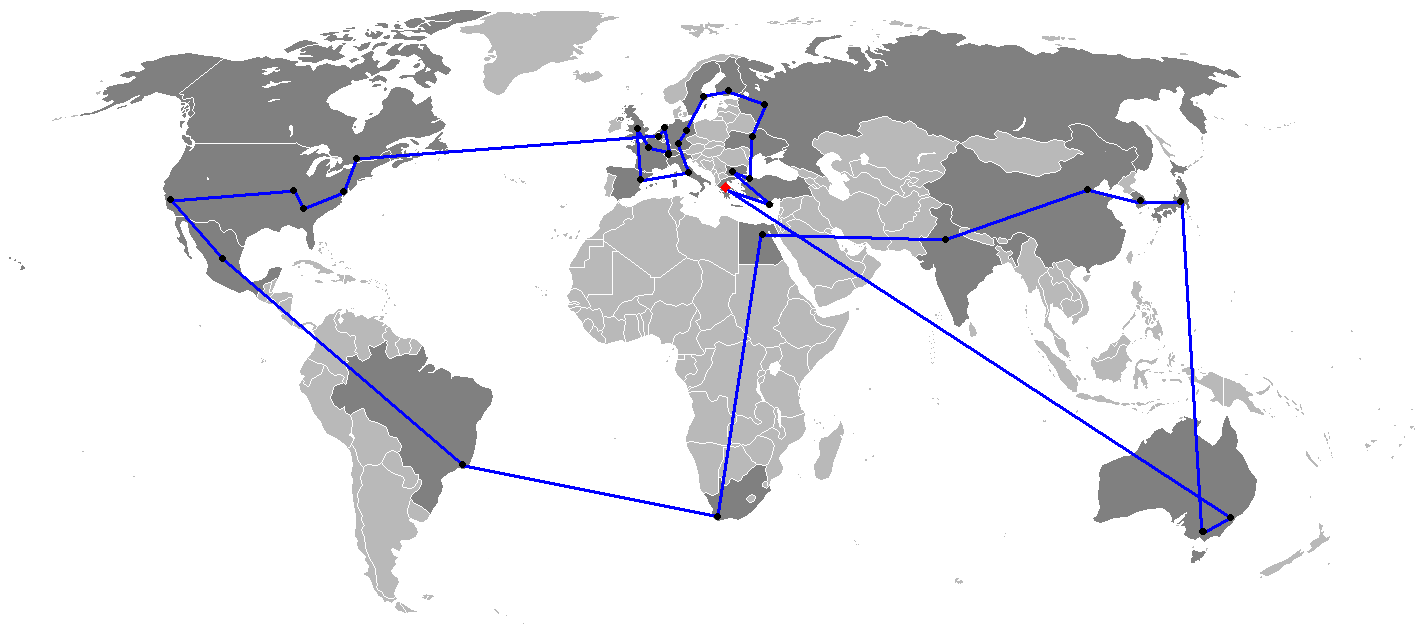
Маршрут кругосветной эстафеты в преддверии Олимпиады 2004 года

Маршрут эстафеты, проходившей 78 дней при участии 11 300 факелоносцев, был разделён на три этапа. Первый этап движения факела по территории Греции продолжался с 25 по 31 марта. Международный этап начался 4 июня и длился до 8 июля. Заключительный греческий этап с 9 июля до 13 августа завершился во время церемонии открытия Олимпиады 2004.

### Греция (часть 1)

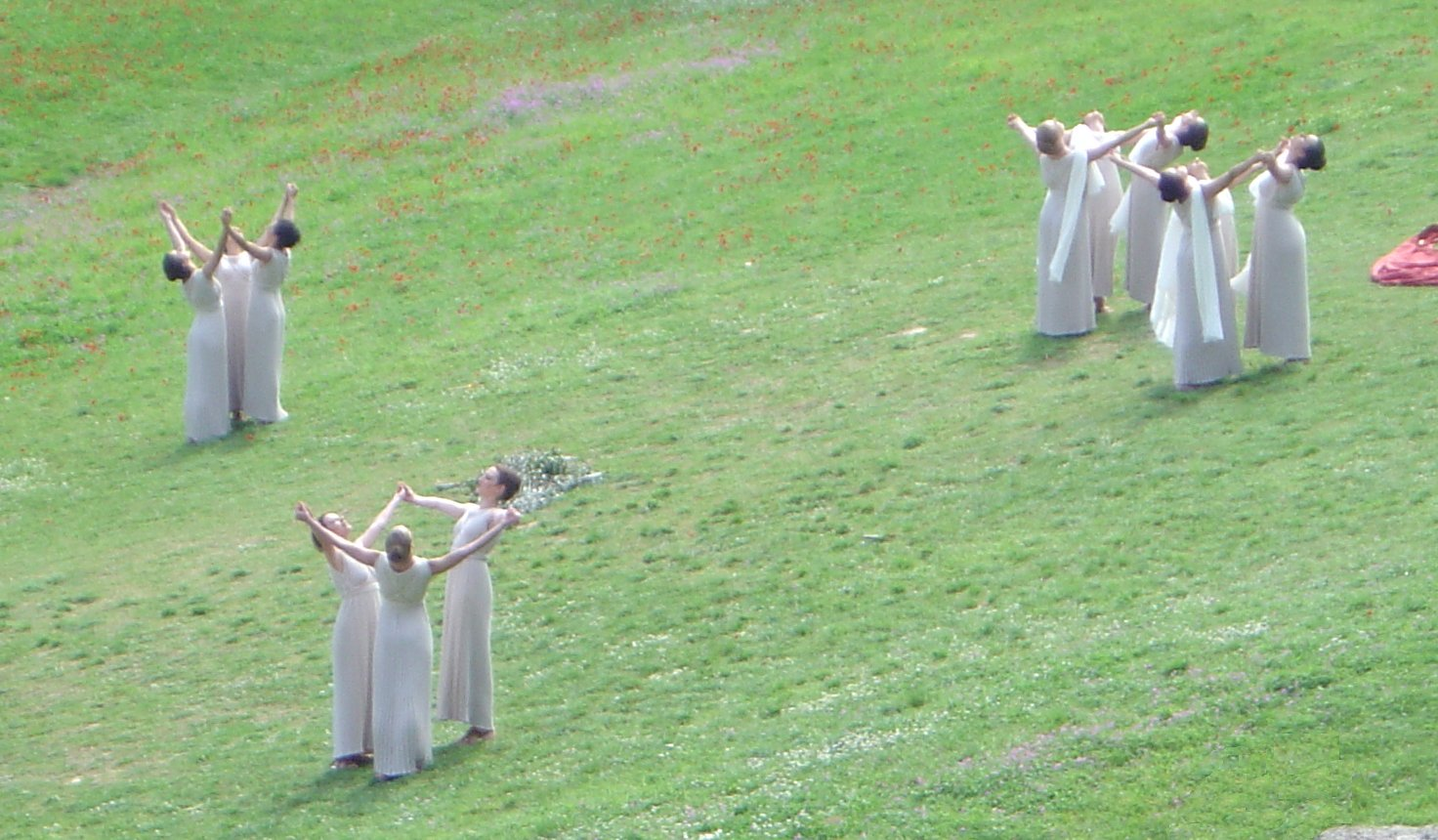
Театрализованная церемония зажжения огня в Олимпии, март 2004 г.

Вслед за театрализованным представлением, во время которого факел был зажжён, начался путь эстафеты из греческой Олимпии по территории Пелопоннеса, где зарождалась и развивалась древнегреческая цивилизация.
Маршрут включал следующие города:
- 25 марта: Олимпия
- 25 марта: Андритсаина
- 26 марта: Пилос
- 27 марта: Каламата
- 28 марта: Гитион
- 29 марта: Триполи
- 30 марта: Нафплион
- 31 марта: Афины

До начала международного этапа эстафеты горящий факел в течение 64 дней хранился на афинском стадионе Панатинаикос.

### Международная часть

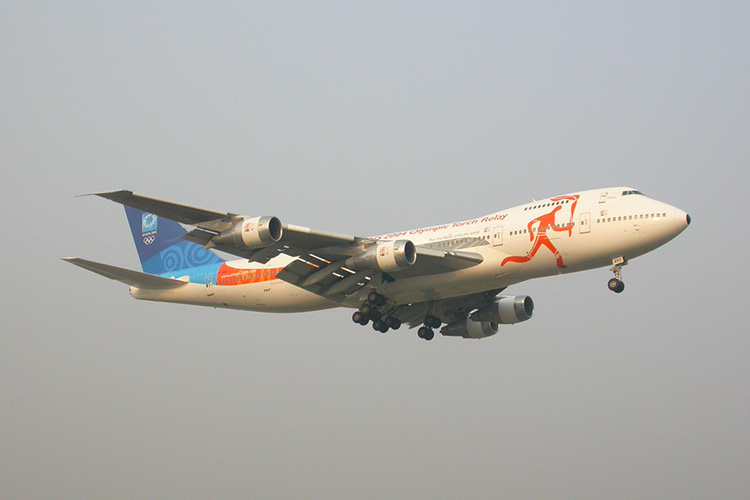
Авиалайнер «Зевс» с огнём на борту

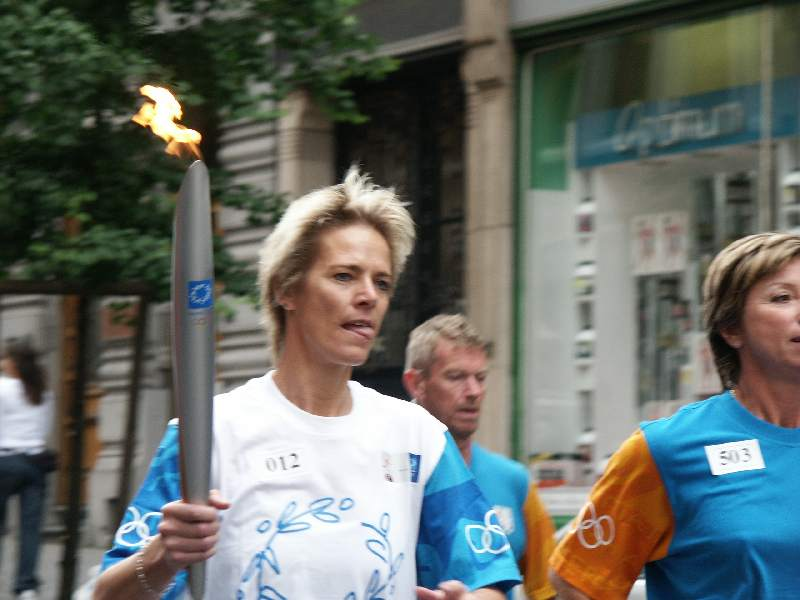
Дзюдоистка Ингрид Бергманс на пути к Брюсселю, июнь 2004 г.

Длина маршрута на этом этапе — 78 тысяч км, из них 1,5 тысячи км — путь факелоносцев.
Транспортировка олимпийского огня осуществлялась  двумя самолётами Boeing 747-200 с названием «Зевс», данным в честь главного бога Олимпа, которому посвящались античные Олимпиады.
При перелётах огонь помещался в специальную лампу, чтобы он мог непрерывно гореть более 15 часов. Специально подготовленные сотрудники следили за пламенем.
Международный маршрут проходил через многие страны мира на пяти континентах:
- Австралия
- Азия — Индия, Китай, Корея, Турция, Япония
- Америка — Бразилия, Канада, Мексика, США
- Африка — Египет, ЮАР
- Европа — Бельгия, Болгария, Великобритания, Германия, Испания, Италия, Кипр, Нидерланды, Россия, Украина, Финляндия, Франция, Швейцария, Швеция

Первым пунктом назначения стал Сидней, принимавший предыдущую летнюю Олимпиаду 2000 года. В следующих выбранных городах: или тоже проходили Олимпийские игры до 2004 года, или они были номинированы на проведение Игр, или в них расположены главные офисы международных организаций — ООН, ЕС, МОК.
| Дата       | Город          | Страна                        |
| ---------- | -------------- | ----------------------------- |
| 4 июня     | Сидней         | Австралия                     |
| 5 июня     | Мельбурн       | Австралия                     |
| 6 июня     | Токио          | Япония                        |
| 7 июня     | Сеул           | Республика Корея              |
| 8—9 июня   | Пекин          | Китайская Народная Республика |
| 10 июня    | Дели           | Индия                         |
| 11 июня    | Каир           | Египет                        |
| 12 июня    | Кейптаун       | Южно-Африканская Республика   |
| 13—14 июня | Рио-де-Жанейро | Бразилия                      |
| 15 июня    | Мехико         | Мексика                       |
| 16 июня    | Лос-Анджелес   | США                           |
| 17 июня    | Сент-Луис      | США                           |
| 18 июня    | Атланта        | США                           |
| 19 июня    | Нью-Йорк       | США, офис ООН                 |
| 20 июня    | Монреаль       | Канада                        |
| 21 июня    | Антверпен      | Бельгия                       |
| 22 июня    | Брюссель       | Бельгия, офис ЕС              |
| 23 июня    | Амстердам      | Нидерланды                    |
| 24 июня    | Женева         | Швейцария                     |
| 24 июня    | Лозанна        | Швейцария, офис МОК           |
| 25 июня    | Париж          | Франция                       |
| 26 июня    | Лондон         | Великобритания                |
| 27 июня    | Барселона      | Испания                       |
| 28 июня    | Рим            | Италия                        |
| 29 июня    | Мюнхен         | Германия                      |
| 30 июня    | Берлин         | Германия                      |
| 1 июля     | Стокгольм      | Швеция                        |
| 2 июля     | Хельсинки      | Финляндия                     |
| 3—4 июля   | Москва         | Россия                        |
| 5 июля     | Киев           | Украина                       |
| 6 июля     | Стамбул        | Турция                        |
| 7 июля     | София          | Болгария                      |
| 8 июля     | Никосия        | Республика Кипр               |

### Греция (часть 2)

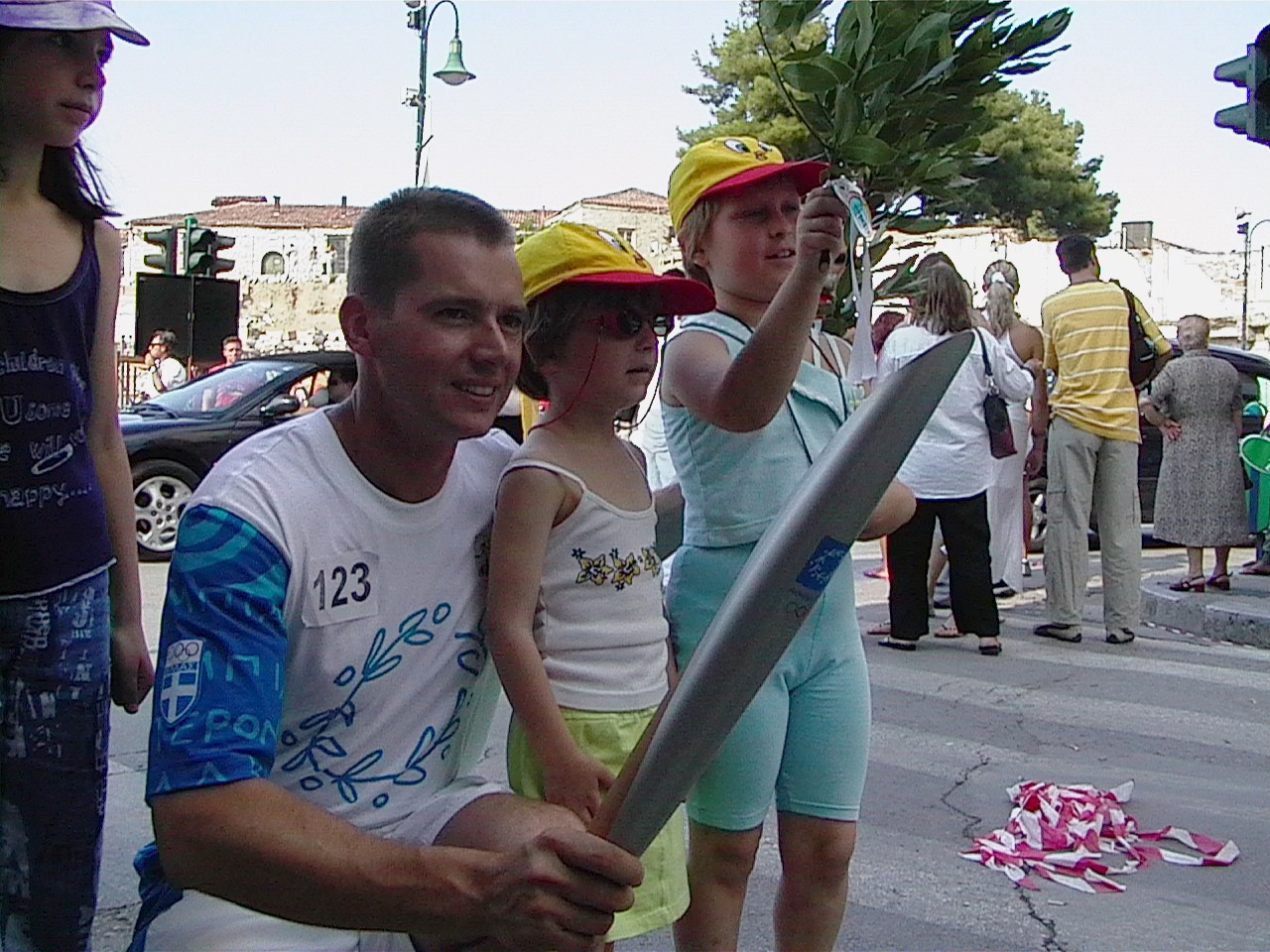
Эстафета на Крите, июль 2004 г.

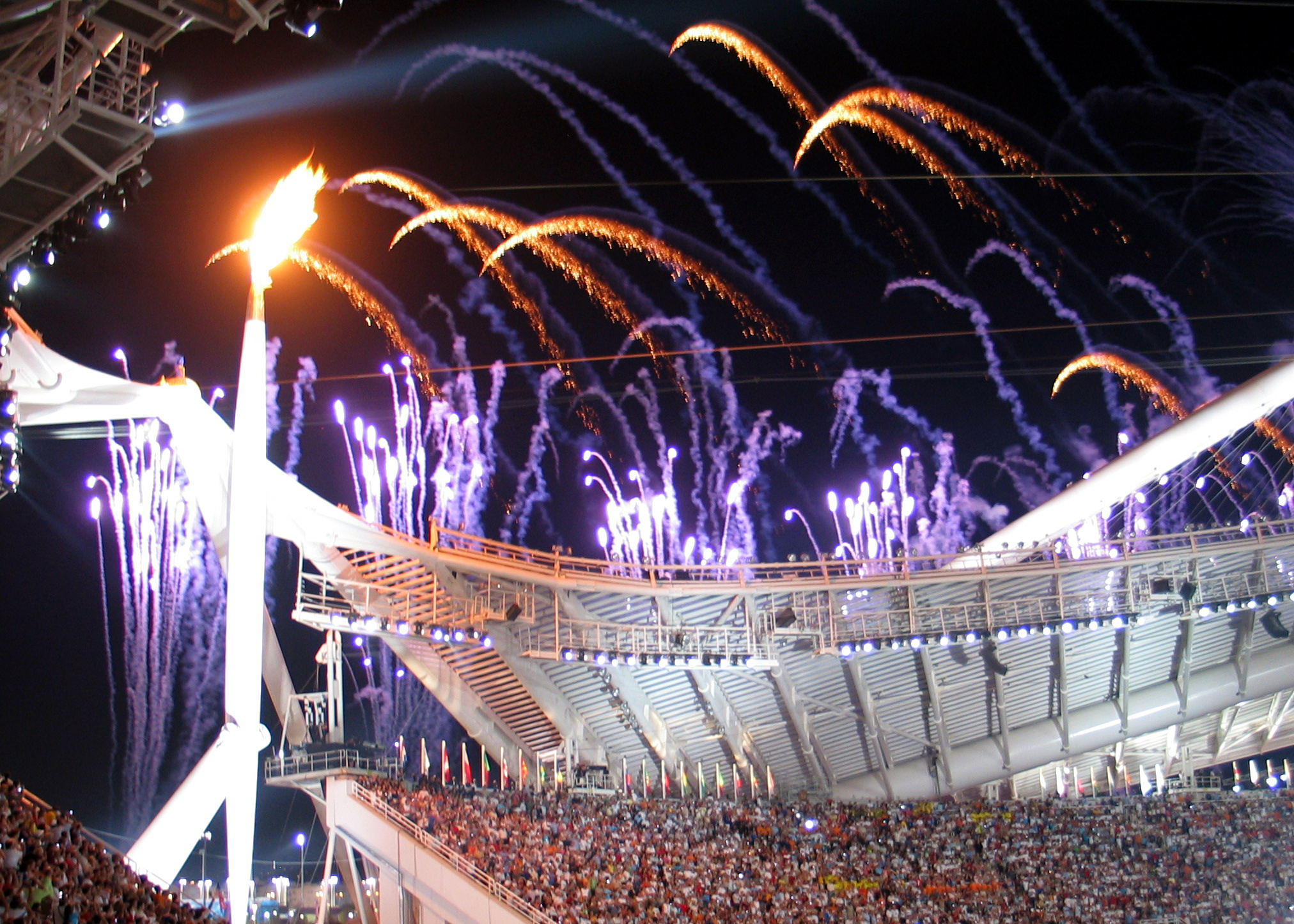
Пламя на стадионе, август 2004 г.

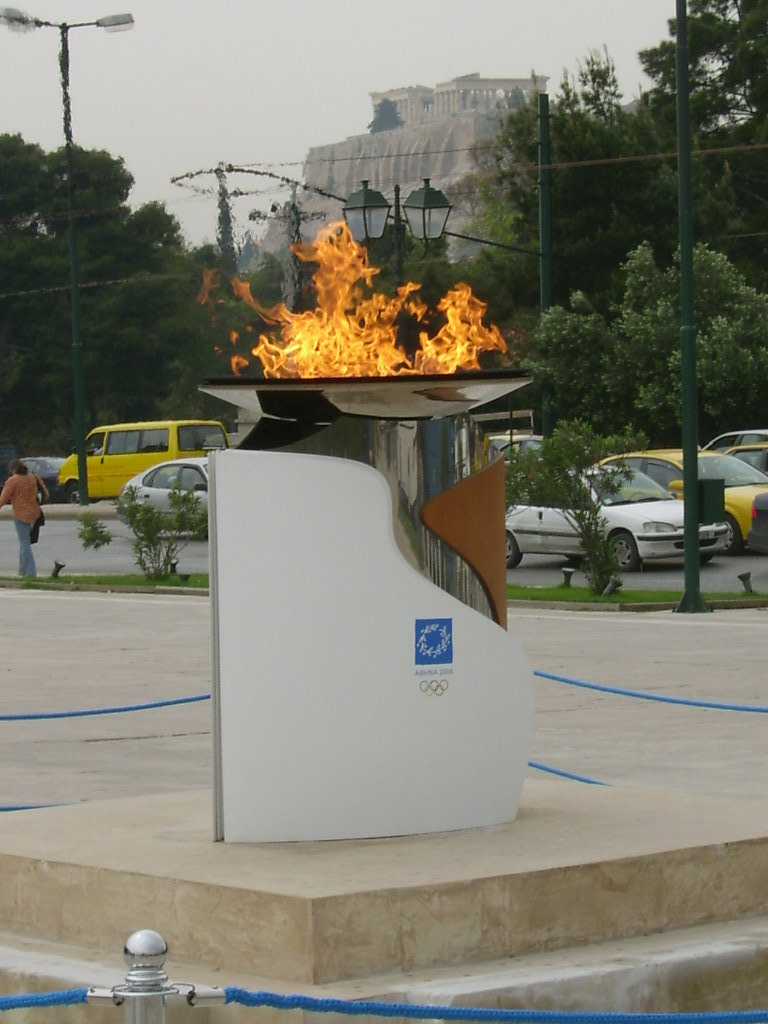
Огонь в чаше на фоне Акрополя

9 июля пламя вернулось в Грецию на остров Крит. Из города Гераклион, названного в честь Геракла, начался заключительный этап эстафеты продолжительностью в 36 дней, охвативший в частности тридцать два греческих острова.
Хронология и пункты движения эстафеты на этом этапе:
- 10 июля: Сития
- 11 июля: Агиа Галина[нем.]
- 12 июля: Ханья
- 13 июля: Родос
- 14 июля: Эрмуполис
- 15 июля: Митилини
- 16 июля: Самофракия
- 17 июля: Александруполис
- 18 июля: Ксанти
- 19 июля: Филиппы
- 20 июля: Серре
- 21 июля: Килкис
- 22 июля: Полийирос
- 23 июля: Салоники
- 24 июля: Дион
- 25 июля: Вергина
- 26 июля: Флорина
- 27 июля: Козани
- 28 июля: Кастория
- 29 июля: Янина
- 30 июля: Каламбака
- 31 июля: Волос
- 1 августа: Скиатос
- 2 августа: Халкида
- 3 августа: Дельфы
- 4 августа: Закинф
- 5 августа: Керкира
- 6 августа: Превеза
- 7 августа: Агринион
- 8 августа: Патры
- 9 августа: Коринф
- 10 августа: Марафон
- 11 августа: Пирей
- 13 августа: Афины

В целом на территории Греции длина эстафеты составила 6600 километров, из них пешком было пройдено 2500 км, в кортеже — 2800 км, на вертолёте — 1300 км.
Первая глобальная эстафета завершилась 13 августа, когда греческий яхтсмен-виндсёрфер олимпийский чемпион 1996 года Никос Какламанакис зажёг огонь в чаше и в большом факеле на афинском Олимпийском стадионе. Это событие наблюдали 4 миллиарда телезрителей во время церемонии открытия Игр.

## Резонанс
Несмотря на декларируемое отделение спорта от политики, олимпийские эстафеты используются в разных странах как политическими лидерами, партиями, группами, так и спортсменами для рекламы или для разнообразных протестов.
Во время второй кругосветной эстафеты на территории Казахстана президент Нурсултан Назарбаев намеревался лично пробежать с олимпийским факелом, прежде чем передать его в руки боксёра Бахтияра Артаева, чемпиона Олимпиады 2004.
Индийский футболист Байчунг Бхутиа — золотой медалист Кубка 2008 демонстративно в знак протеста отказался нести факел второй всемирной олимпийской эстафеты. Массовые протесты проходили в Лондоне.
Международный олимпийский комитет из соображений безопасности в 2009 году принял решение отменить всемирную эстафету. Движение факела, зажжённого в Олимпии, было предложено в дальнейшем проводить только по территории государства, принимающего очередные Игры.